# Mônica Alves
Monica Hickmann Alves, vanligen kallad Mônica, född den 21 april 1987, är en brasiliansk fotbollsspelare som spelar för Sport Club Corinthians Paulista i Brasilien. Monica ingick i Brasiliens lag under Olympiska sommarspelen 2016 och har deltagit i två världsmästerskap, 2015 och 2019.